# SA 342 Газела
SA 342 Газела је француски лаки вишенаменски хеликоптер. Развила га је и производила француска фирма Аероспецијал (фр. Aérospatiale) у кооперацији са британском Вестланд Хеликоптерс (енгл. Westland Helicopters). Производио се у Југославији и у Египту, по лиценци. У Југославији, лиценцу је водио и координирао Ваздухопловнотехнички институт, структура се производила и финално се Газела склапала у Фабрици авиона СОКО у Мостару, мотори су се производили у индустрији мотора „21. мај“ у Раковици, а остало су радили кооперанти, припадници тадашње ваздухопловне индустрије у оквиру Југославије.

Газеле су у оперативној употреби у Француској, Великој Британији и у насталим државама после распада Југославије, као и у више осталих земаља у свету. Користиле су се у многим оружаним сукобима, за војни и санитетски транспорт и у намени борбеног хеликоптера. Газела је веома популаран хеликоптер и у цивилној варијанти. Без обзира што дуго траје, још увек је са разлогом, овај хеликоптер актуелан у многим земљама света. 

## Технологија
Газела је развијена према захтевима Француске војске, којој је био потребан лаки вишенаменски хеликоптер, као замена за Алует II. Током тога развоја уведено је неколико технолошких новина. Уместо класичног репног ротора, уведен је авионски вертикални стабилизатор са кружним отвором, у који је интегрисана каналисана елиса. Газела је један од првих хеликоптера код кога је уведен принцип да са њим управља један пилот, у свима дозвољеним временским условима лета. Структура тела Газеле је израђена од сендвича, састављеног од саћа између два слоја алуминијумских лимова (фолија). Саће је израђено од угљеничних влакана (композит). Ова конструкција је остварена са посебним поступком лепљења алуминијумских лимова на саће у јединствен склоп. Главни ротор сачињавају три танка крака, израђена од композитних материјала. Овај ротор при раду прави минималне вибрације, што обезбеђује удобан лет Газелом. Поред тога, уграђени су пригушивачи осцилација, са којима је отклоњен ризик од резонанце. Кракови ротора Газеле се лако замењују у временском трајању од пола часа, што смањује трошкове одржавања и повећава оперативност летелице. Прегледност из њене куполе је велика за посаду и путнике распоређене у систему „2 + 3“. Газела је тако конципирана да се лако може адаптирати у разне варијанте, за више намена. Током свога постојања, на њу је успешно извршена интеграција различитог оружја, скије, пловци, носила, систем за пољопривредно запрашивање итд.
Погон Газеле сачињава турбински мотор Астазур XIVM, са снагом од 631 kW.
Програм развоја Газеле је убрзо заинтересовао Британце, што је на крају довело до договора о сарадњи и око поделе посла на развоју и производњи између британске компаније Вестланд Хеликоптерс и Француског Аероспецијала. Међусобни уговор о сарадњи потписан је 1967. године.

Прва Газела је полетела 7. априла 1967. године, а у оперативну употребу је уведена 1973. године. 

### Карактеристике
| Параметри                       | SA 341                | SA 342M               |
| Мотор                           | Астазур А             | Астазур М             |
| Снага                           | 440                   | 640                   |
| Пречник главног ротора          | 10,50                 | 10,50                 |
| Дужина трупа                    | 9,53                  | 9,53                  |
| Укупна дужина                   | 11,97                 | 11,97                 |
| Висина                          | 3,15                  | 3,19                  |
| Маса празног                    | 850                   | 975                   |
| Максимална полетна маса         | 1 800                 | 2 000                 |
| Максимална брзина на нивоу мора | 265                   | 310                   |
| Брзина крстарења                | 240                   | 263                   |
| Плафон лета                     | 5 000                 | 5 000                 |
| Долет                           | 650                   | 754                   |
| Носивост                        | пилот + 4 особе + 600 | пилот + 4 особе + 700 |
| Прво полетање                   | 7. април 1967.        | 11. мај 1973.         |

## Варијанте[1][4]

### SA 340
Прототипски стандард, био је изведен са класичним решењем репног ротора, као на претходном хеликоптеру Алует. Прва, оваква летелица, полетела је 7. априла 1967. године.

### SA 341
Предсерија од четири произведена хеликоптера. Први је полетео 2. августа 1968. године. Трећи је био опремљен према захтевима британске армије, а склопљен је у Француској, као прототип Газела AH.1. Он је први пут полетео 28. априла 1970. године.

### SA 341.1001
Прва Газела, француске производње. Први експериментални лет је направљен 6. августа 1971. године. Изведен је са увећаном кабином, увећаним репом и са уграђеним мотором Астазур IIIA.

### SA 341B (Вестланд Газела AH.1)
Ова варијанта Газеле, развијена је и произведена, у 158 примерака за потребе британске војске. Опремљена је са мотором Астазур IIIN, ноћним рефлектором и радаром Дека доплер 80. Први хеликоптер у овом стандарду полетео је 31. јануара 1972. године, а ушао је у оперативну употребу 6. јула 1974. године.

### SA 341C (Вестланд Газела HT.2)
Ова верзија хеликоптера је за школовање и обуку пилота. Погон је исто мотор Астазур IIIN, са побољшаним системом стабилизације и са дизалицом. Први лет је изведен 6. јула 1972. године, а ушао је у оперативну употребу 10. децембра 1974. године. Произведено је укупно 30 примерака.

### SA 341D (Вестланд Газела HT.3)
Ова верзија исто је била намењена за школовање и обуку пилот, али у британском ратном ваздухопловству. Мотор јој исти као и код SA 341C. Хеликоптер у овом стандарду, уведен је у оперативну употребу 16. јула 1973. године, а произведено је укупно 14 примерака.

### SA 341E (Вестланд Газела HCC.4)
Верзија хеликоптера за везу. Намењен за британско ваздухопловство, произведен је само у једном примерку.

### SA 341F
Произведено је 166 примерка Газела, у овој верзији, за француску војску. Одређен број ових Газела, наоружан је са топом М621, калибра од 20 mm.

### SA 341G
SA 341G је цивилна варијанта, са мотором Астазур IIIA. Званично је верификована 7. јуна 1972. године, касније је постао први хеликоптер са једним пилотом. На њему је повећан размак измећу предњих и задњих седала за 20 sm, са чиме је повећан комфор путницима на задњем седишту.

### SA 341H
Хеликоптери у овом стандарду, производили су се по лиценци у Југославији. Уговор о лиценци, потписан је 1. октобра 1971. године. За југословенску страну, уговор је потписала тада једина овлашћена фирма за промет са наоружањем и војном опремом, Југоимпорт / СДПР (посебан одељак су „Југословенске варијанте“).

### SA 342J
је цивилна верзија Газеле. Опремљен је са јачим мотором Астазуром XIV, од 649 kW, са побољшаним репним ротором, а маса му је повећана. Ова варијанта је усвојена 24. априла 1976, а ушла је у оперативну употребу у 1977. години.

### SA 342K
је војна верзија за извоз. Овај хеликоптер, био је опремљен двопроточним мотором, повећане снаге од 649 kW. Полетео је 11. маја 1973. године, а затим је отпочела његова испорука Кувајту.

### SA 342L
SA 342L, војна је варијанта са мотором Астазур XIV. Прилагодљив је за више врста наоружања и опреме, укључујући и шест против-тенковских ракета.

### SA 342M
Хеликоптер SA 342M развијен је за против-оклопну француске војске. Опремљен је са мотором Астазур XIV. Наоружан је са четири против тенковске ракете HOT и SFIM APX M397, вођене са очима (са погледом, односно са покретом главе пилота).

## Корисници
| - Ангола - 7 - Бурунди - 2 - Босна и Херцеговина - 9 - Камбоџа - 2 - Камерун - 2 - Кипар - 4 - Еквадор - 20 - Египат - 84 - Француска - 326 - Габон - 5 - Гвинеја - 1 - Ирак - 6 - Кувајт - 13 | - Кенија - 1 - Либан - 13 - Црна Гора - 13 - Мароко - 24 - Србија - 61+10 - Сирија - 38 - Тунис - ? - Уједињени Арапски Емирати - 1 - Уједињено Краљевство - 32 - Република Српска - 3 - Словенија - 1 - СФРЈ - 178 |  |

### Југославија
Хеликоптер Газелу, у кооперацији, развили су Французи и Британци, а 1971. године, Југославија је купила лиценцу за производњу те летелице. Првих 21 готових примерака Французи су испоручили Југославији, у временском периоду од 1973. до 1976. године. Од 1978. године, усвојена је лиценцна производња Газеле SA 341H у домаћим фабрикама, тадашње ваздухопловне индустрије Југославије. Документација, све измене и сагласности су били у надлежности Ваздухопловнотехничког института у Жаркову, производњу структуре и финално склапање радио је Соко у Мостару, мотор Астазур производио се у фабрици „21. мај“ у Раковици, а компоненте опреме производиле су остала предузећа ваздухопловне индустрије Југославије. Уговор је закључио и водио његову реализацију југословенски Југоимпорт / СДПР.
Кроз програм лиценце Газеле, Ваздухопловна индустрија Југославије и технолошки је напредовала. Поред тога што је савладала опште технологије производње хеликоптера, увела је и нове, као што је израда структуре од композитног саћа и поступак његовог лепљења у сендвич.

#### Југословенске варијанте
Након увоза француских SA 341G (од 21 увезеног, 6 је склопила домаћа фабрика као неку врсту теста могућности) почиње склапање по лиценци. Према званичном обележавању у ЈРВ, варијанте Газеле у југословенској лиценци су:
- ,општа верзије SA 341H.
- Хера, верзија извиђача од SA 341H.
- , санитетска варијанта од SA 341H.
- Гама, наоружана варијанта SA 341H са четири вођене против тенковске ракете 9М14М Маљутка и две самонавођене ракете ваздух-ваздух 9М32М Стрела-2М.
- Партизан, југословенска производња опште верзије са јачим мотором SA 342L.
- Гама 2, наоружана варијанта SA 342L са истим средствима као и претходна наоружана верзија HN-42M.

#### Србија
Војске Србије поседује 61 примерак хеликоптера типа Газела, распоређени су на аеродромима Батајница, Лађевци и Аеродром Константин Велики Ниш.

## Оперативна и борбена употреба
Хеликоптер Газела има богату историју оперативне и борбене употребе, широм света у готово свим сукобима у последњих неколико деценија.

### Француска
Француска армија је више пута оперативно користила хеликоптере Газела у кризним подручјима, посебно у Африци, током интервенција у мировним мисијама.
- Средином 80-их годинаSA 341B (Вестланд Газела AH.1), у операцијама у Чаду, након инвазије на северу Либије.
- У Заливском рату, 1990—1991. године, против Ирака, Газела се користила за уништавање тенкова.
- Интервенција у међународном хуманитарном раду у северном Ираку, при пружању помоћи и заштите Курда. Тада су Газеле дејствовале по ирачким трупама, у периоду месеца априла до јуна 1991. године.
- У југословенској кризи, 1990. године, па на даље.
- Децембар 1991. и 1992. године, у интервенцији у Републици Џибути, у међуетничком грађанском рату.
- 2002. године, подршка француских снага, током рата у Авганистану.
- 1993. године у интервенцији у Сомалији, после грађанског рата.

### Велика Британија
У саставу британских војних снага коришћена је Газела у више случајева: 
- 1982. године у Фолкландском рату против Аргентине, на Фолкландским Острвима.
- У Заливском рату, 1990—1991. године, против Ирака.
- Од 1999. године, у интервенцији на Косову.
- Рат у Ираку, од 2003—2004. године.

### Сирија
Током израелске војне интервенције у Либану 1982. године, сиријске Газеле су дејствовале против израелских тенкова са значајним успесима. У 200 полетања уништиле су 100 тенкова и многих других оклопних и класичних возила. У тим акцијама, изгубљено је шест Газела.

### Југославија
341/342 Газеле, посебно варијанта Гама, коришћене су од свих страна у грађанском и међу-етничком сукобу, током рушења Југославије и током борби против терориста на Косову и Метохији.

## Газела на ТВ екрану и филмском платну
Елегантан изглед хеликоптера SA 341 / SA 342, са разлогом је назначен давањем имена Газела, а према својим летним карактеристикама, начину летења и изгледу у ваздуху не би била ни грешка да се зове и вилински коњиц. Овај хеликоптер је добио више улога у ТВ серијама и у кинематографији, што није случајно.
У филму Плави гром одиграо је улогу борбеног хеликоптера, са глумцем Рој Шајдером, као полицијским пилотом. На основу тога филма, направљена је и ТВ серија у скраћеној верзији. Газела се користила и у другим филмовима, углавном из рата, у којима она често игра улогу непријатеља, у филму Рамбо 3, са глумцем Силвестером Сталонеом, је совјетски јуришни хеликоптер.
Последњи наступ Газеле, на великом екрану, је у британском филму под називом 2007, после 28 недеља.